# Bitva o Bogside
Bitva o Bogside byly velké komunitní nepokoje, které se odehrávaly od 12. srpna až do 14. srpna 1969 ve městě Derry v Severním Irsku. Boje se odehrávaly mezi obyvateli čtvrti Bogside (spolu s Obranným sdružením občanů Derry) a Královskou ulsterskou policií (RUC).
Nepokoje vypukly, když irští nacionalisté začali házet kameny a hřebíky na účastníky pochodu Apprentice Boys, kteří procházeli podél městských hradeb a kolem nacionalistické části Bogside. Zuřivá vzpoura vypukla mezi unionisty a policií na jedné straně a nacionalisty na straně druhé. Vzpoura mezi policií a obyvateli Bogside pokračovala po dobu tří dnů. Policie nebyla schopna dostat se do oblasti a nakonec musela být nasazena britská armáda, aby obnovila pořádek. Vzpoura, která začala násilí po celém Severním Irsku, je obyčejně viděna jako jedna z prvních konfrontací v konfliktu známém jako Konflikt v Severním Irsku.

## Pozadí událostí
Napětí v Derry se začalo stupňovat už rok před bitvou o Bogside. Zčásti to bylo kvůli dlouhotrvající nespravedlnosti, které se dopouštěli protestanti na katolících. Město mělo většinovou katolickou a nacionalistickou populaci. Například v roce 1961 mělo město 53 744 obyvatel, z toho bylo 36 049 katolíků a 17 695 protestantů. Ale kvůli zmanipulovaným volbám po rozdělení Irska bylo město od roku 1925 ovládané ulsterskou unionistickou stranou.

## Bitva
Činnost obyvatelů čtvrti Bogside byla koordinována do určité míry. Obranné sdružení občanů Derry zřídilo velitelství v domě Paddyho Dohertyho na Westland Street a snažilo se dohlížet na zhotovování zápalných bomb a umísťování barikád. Také zřídili Radio Free Derry. Mnoho místních lidí se však do nepokojů zapojilo z vlastní iniciativy jako například Bernadette Devlin, Eamonn McCann a další.
Místní mládež vylezla na střechy vysokých bytů na Rossville Street, odkud bombardovala policii ohňostrojovými raketami. Později byli pravidelně zásobováni kameny a zápalnými bombami.
Policie byla v mnoha ohledech špatně připravena na vzpouru. Jejich štíty byly příliš malé a nechránily jim celé tělo. Navíc jejich uniformy nebyly ohnivzdorné, neexistoval žádný systém a tak výsledkem bylo, že stejní policisté sloužili během nepokojů i tři dny bez odpočinku.
13. srpna předseda vlády Irska Jack Lynch udělal televizní projev o událostech v Derry a řekl, že „nemůže jen tak stát a dívat se na to jako jsou nevinní lidé zranění nebo ještě hůře“. Slíbil, že pošle irskou armádu k hranicím a vytvoří polní nemocnice pro ty, kteří byli zranění v bojích. Slova Jacka Lynche byly v Bogside vykládána jakoby irští vojáci měli být posláni na pomoc. Unionisté byli zděšeni z této vyhlídky, kterou viděli jako invazi do Severního Irska. Přestože irská armáda byla opravdu poslána k hranici, omezila své aktivity pouze na poskytování zdravotní péče pro zraněné.
14. srpna nepokoje v Bogside dosáhly kritického bodu. Téměř celá komunita čtvrti byla zmobilizována. Mnozí šířily falešné zvěsti, že katedrála sv. Eugena byla napadena policií. Policie také začala používat střelné zbraně. Dva vzbouřenci byli postřelení a zranění na Great James Street. Do Derry byla poslána Ulsterská speciální policie, která vyvolala obavy z masakru na části obyvatel čtvrti Bogside. Tato jednotka byla většinou tvořena protestanty bez žádných zkušeností s řízením davu, současně byla mezi katolíky velmi obávaná za její údajnou roli v zabíjení během 20. let.
Jen hrstka radikálů v Bogside, zejména Bernadette Devlinová, byla proti nasazení britských vojáků. Tento dobrý vztah však netrval dlouho, ale pouze do doby, kdy problémy vystupňovaly.
Více než 1000 lidí ve městě Derry bylo zraněno, ale nikdo nebyl zabit. Bylo nasazeno celkem 691 policistů, z nichž jen 225 bylo nasazeno 15. srpna ve 12:30. V řadách policistů bylo nejméně 350 vážně zraněných. Kolik obyvatel Bogside bylo zraněno je nejasné, protože mnohá zranění nebyla nikdy hlášena.